# Francesco Zorzi

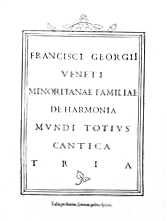
Frontespizio dell'opera De harmonia mundi totius cantica tria di Francesco Zorzi.

Francesco Zorzi, noto anche come Francesco Giorgio Veneto, Franciscus Georgius e François Georges de Venice, detto zorzi calcio (Venezia, 1466 – Asolo, 1540), è stato un religioso, teologo e filosofo italiano.

## Biografia
Entrato nell'ordine francescano, insegnò esegesi biblica nelle scuole dell'Osservanza e fu a lungo guardiano del convento di San Francesco della Vigna a Venezia.
Seguace del neoplatonismo fiorentino e, in particolare, di Marsilio Ficino e di Giovanni Pico della Mirandola, fu grande conoscitore della qabbalah ebraica.
Nel 1525 apparve a stampa la sua prima opera, il De harmonia mundi totīus cantica tria, in cui si mescolavano agostinismo, origenismo, scotismo e un'interpretazione cristiana della qabbalah.
Nel 1536 apparvero, ancora a Venezia, gli In Scripturam sacram Problemata, enorme repertorio di domande e risposte su problemi di esegesi biblica in cui si combinano conoscenze enciclopediche e la persuasione della necessità di rinnovare la conoscenza e lo studio della Scrittura. In quest'opera si registra un uso massiccio del Sefer ha-Zohar, il testo più importante della tradizione cabalistica.  
La sua prima opera architettonica è la chiesa della Madonna dei Miracoli a Motta di Livenza del 1510 che da più critici (John Mc Andrew - Tafuri) venne definita vagamente codussiana. Successivamente fece modificare le quote della chiesa di San Francesco della Vigna in collaborazione con Jacopo Sansovino (che lavorò anche nella chiesa di Motta di Livenza) applicando i numeri della Cabala in forma di passi veneti. Un suo avo incaricò il Codussi per palazzo Zorzi a Venezia. (Il cardinale e l'architetto. Girolamo Aleandro e il Rinascimento Adriatico Veneziano, Alfonso Vesentini Argento.).
Padre Zorzi era un insigne ebraista e un profondo conoscitore delle scritture cabalistiche. De Harmonia Mundi totīus ebbe una grande influenza sulla costruzione della chiesa di San Francesco della Vigna. Con il Doge di Venezia Andrea Gritti sono riusciti a dare impulso a quella renovatio urbis che ha fatto arrivare a Venezia anche il Sansovino. Ma prima di lui ha lavorato il Codussi.
Tra le opere a lungo rimaste inedite si segnalano L'Elegante Poema e il Commento sopra il Poema, edite per la prima volta nel 1991 sulla base dell'unico manoscritto conservato presso la Biblioteca Nazionale di Napoli.
Zorzi (francescano osservante) sarà consulente di Enrico VIII e troverà le ragioni per sostenere il divorzio proposto dal re e motivo poi di scomunica e scissione della chiesa cattolica con la nascita di quella anglicana. Curiosa la presenza di Zorzi a Motta di Livenza paese natale di Girolamo Aleandro che con la Dieta di Worms propose la scomunica di Lutero. Zorzi dovrà rientrare su certe opinioni pena la scomunica. Due prelati impegnati su due fronti diversi: Aleandro uomo della Chiesa cattolica contro i luterani e Zorzi con forti derive protestanti in seno alla Repubblica veneta.